# Луций Виниций
Луций Виниций или Винуций (на латински: Lucius Vinicius или Vinucius) e политик на късната Римска република от фамилията Виниции.

## Политическа кариера
Той е привърженик на Юлий Цезар. През 51 пр.н.е. е народен трибун. От 1 септември 33 пр.н.е. е избран за суфектконсул заедно с Гай Фонтей Капитон, Марк Ацилий Глабрион и Квинт Лароний. Консули тази година са (само на 1 януари) Октавиан и до 1 май Луций Волкаций Тул.
Луций Виниций е монетен триумвир на Август.